# Károly Szász
Károly Szász de Szemerja (11 de novembro de 1865 – 21 de março de 1950) foi um historiador e político literário húngaro, que serviu como o último presidente da Câmara dos Deputados entre 1917 e 1918. Ele era membro da Academia Húngara de Ciências, da Kisfaludy Society e da Sociedade Petőfi.
Ele se opôs fortemente à poesia de Endre Ady, seu estudo sobre o poeta atraiu atenção no país. Após a Declaração de Eckartsau [Imperador-Rei Carlos I (IV) suspender seus direitos reais], Mihály Károlyi e Szász dissolveram a Câmara dos Representantes e proclamaram a República em 16 de novembro de 1918. Szász disse:
"durante os principais eventos históricos que ocorreram nas últimas semanas, o povo húngaro desprezou a base de uma Hungria soberana, independente e democrática".
Károlyi tornou-se presidente provisório e a Dieta da Hungria foi substituída pelo Conselho Nacional Húngaro.

Szász retirou-se da política após declaração da república. Durante o tempo da República Soviética Húngara, ele foi mantido prisioneiro como refém.